# Рус (Хаен)
Рус (ісп. Rus) — муніципалітет в Іспанії, у складі автономної спільноти Андалусія, у провінції Хаен. Населення — 3796 осіб (2010).
Муніципалітет розташований на відстані близько 270 км на південь від Мадрида, 41 км на північний схід від Хаена.
На території муніципалітету розташовані такі населені пункти: (дані про населення за 2010 рік)
- Ель-Мармоль: 214 осіб
- Рус: 3582 особи

## Демографія
Динаміка населення (INE ):

## Галерея зображень

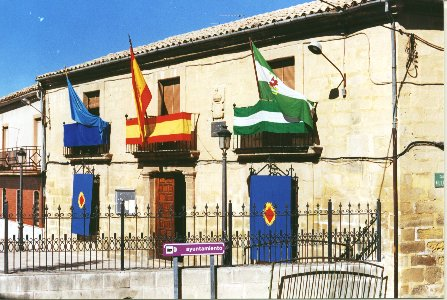
Муніципальна рада
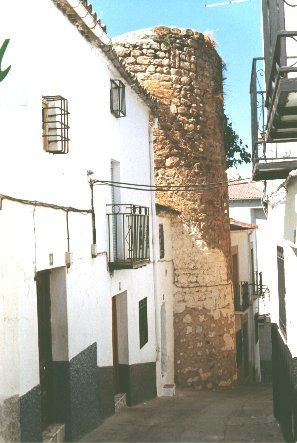
Вежа арабської епохи, XIII століття